# フィンフラッシュ

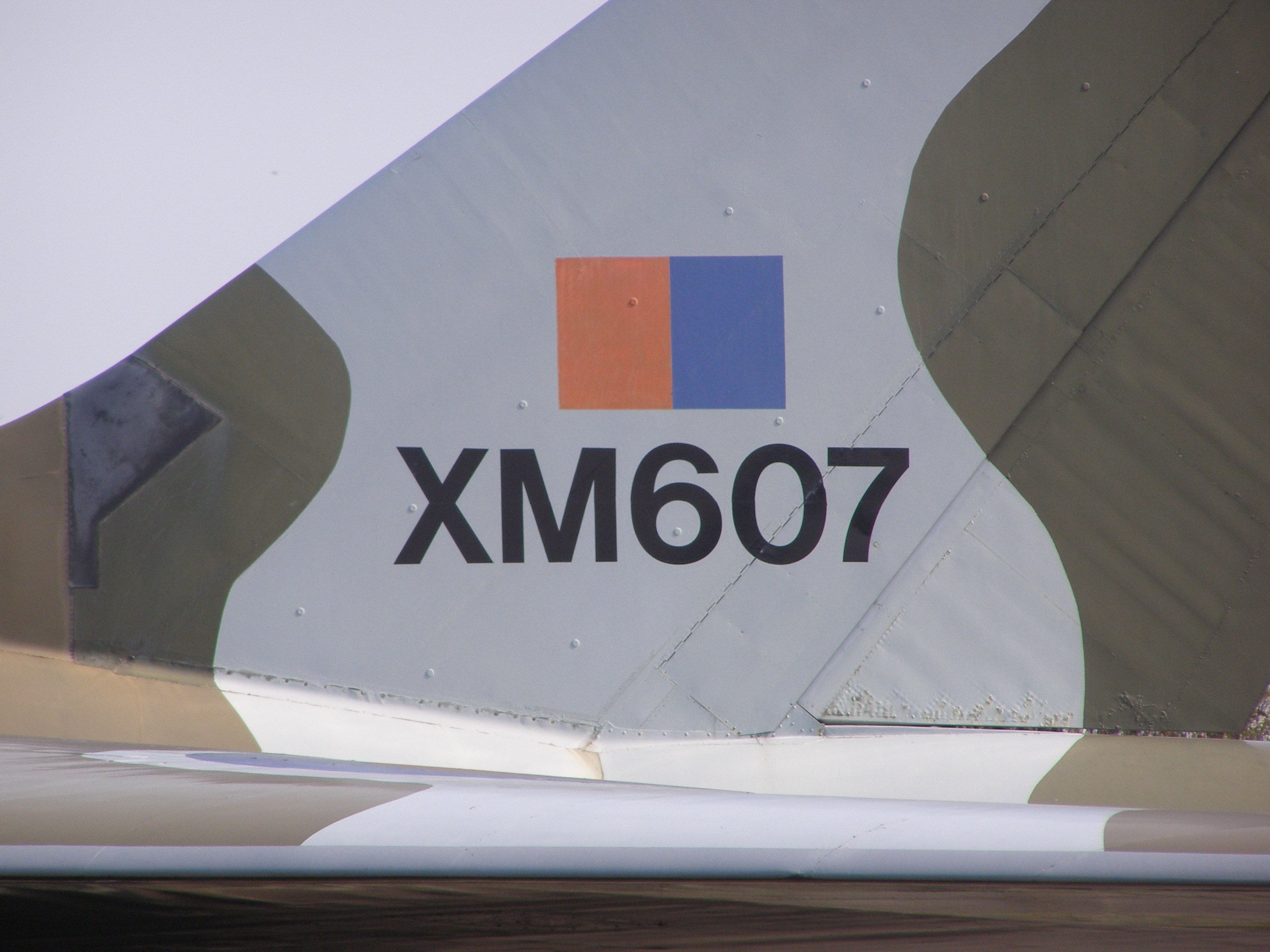
イギリス空軍のバルカンに描かれたフィンフラッシュ（低視認型）

フィンフラッシュ（Fin flash）とは、軍用機における国籍を示す標章の一つで、おもに垂直尾翼に描かれている。円形のラウンデルや星型・放射状の意匠が多用される国籍マークとほぼ同等の目的を持っているが、こちらは方形をベースとすることが主流である。国籍マークと同様のエンブレムが用いられることもあるが、国旗・準国旗と同一もしくは類似のデザインカラー、あるいはそれらを簡略化・抽象化した方形の縞状の紋様のケースも多い。

## フィンフラッシュの一覧

アイスランド
アイルランド
アルジェリア
アルゼンチン
アルゼンチン海軍航空隊
アンゴラ
イギリス
イギリス空軍 （低視認型）
イギリス空軍 （低視認型・パターン2）
イラク
インド
ウクライナ
ウルグアイ
エストニア
エストニア （別仕様）
オマーン
カナダ
カナダ空軍 （低視認型）
キューバ
ギリシャ
グアテマラ
ケニヤ
コモロ
サウジアラビア
ザンビア
ジャマイカ
シリア
ジンバブエ
スウェーデン
スペイン
スペイン海軍航空隊
スリランカ
セーシェル
セルビア
チェコ（左側）
チェコ（右側）
中華人民共和国
中華民国
チリ（空軍）
チリ（陸軍）
チリ海軍航空隊
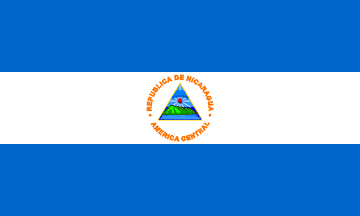
ニカラグア
パキスタン
パキスタン （低視認型）
バハマ
パラグアイ
ブラジル
ブラジル海軍航空隊
ブルキナファソ
ベニン
ベネズエラ
ベネズエラ
ボツワナ
ポルトガル
ホンジュラス
マケドニア
マレーシア
南アフリカ
ミャンマー
メキシコ
モーリタニア
モロッコ

## かつて使用されていたフィンフラッシュ

アフガニスタン
アメリカ陸軍航空部
アメリカ陸軍航空部
アメリカ海軍
アメリカ陸軍航空隊
アメリカ沿岸警備隊
アルバニア（1946年-1960年）
イギリス
イギリス 東南アジア空軍（SEAC/India）
イギリス
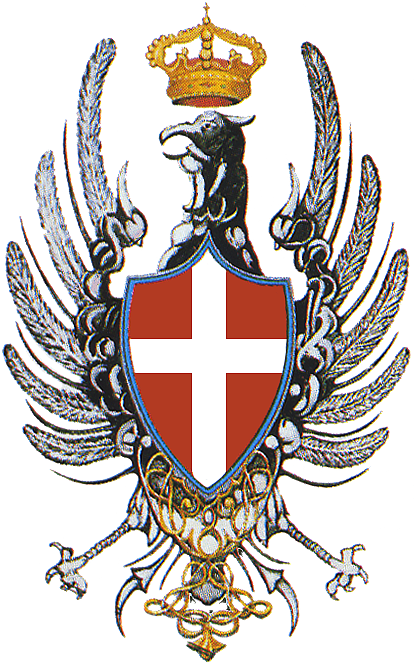
イタリア王国
イタリア王国
イタリア
イラク王国
イラク（1963年-1991年）
イラク（1991年-2004年）
イラク（2004年-2008年）
ウクライナ
ウルグアイ
エジプト
エジプト
オーストリア
オーストリア
オーストリア＝ハンガリー帝国
オスマン帝国（1913年-1915年）
オートボルタ
オランダ （1919年-1920年）
オランダ （1920年-1939年）
オランダ （1939年-1940年）
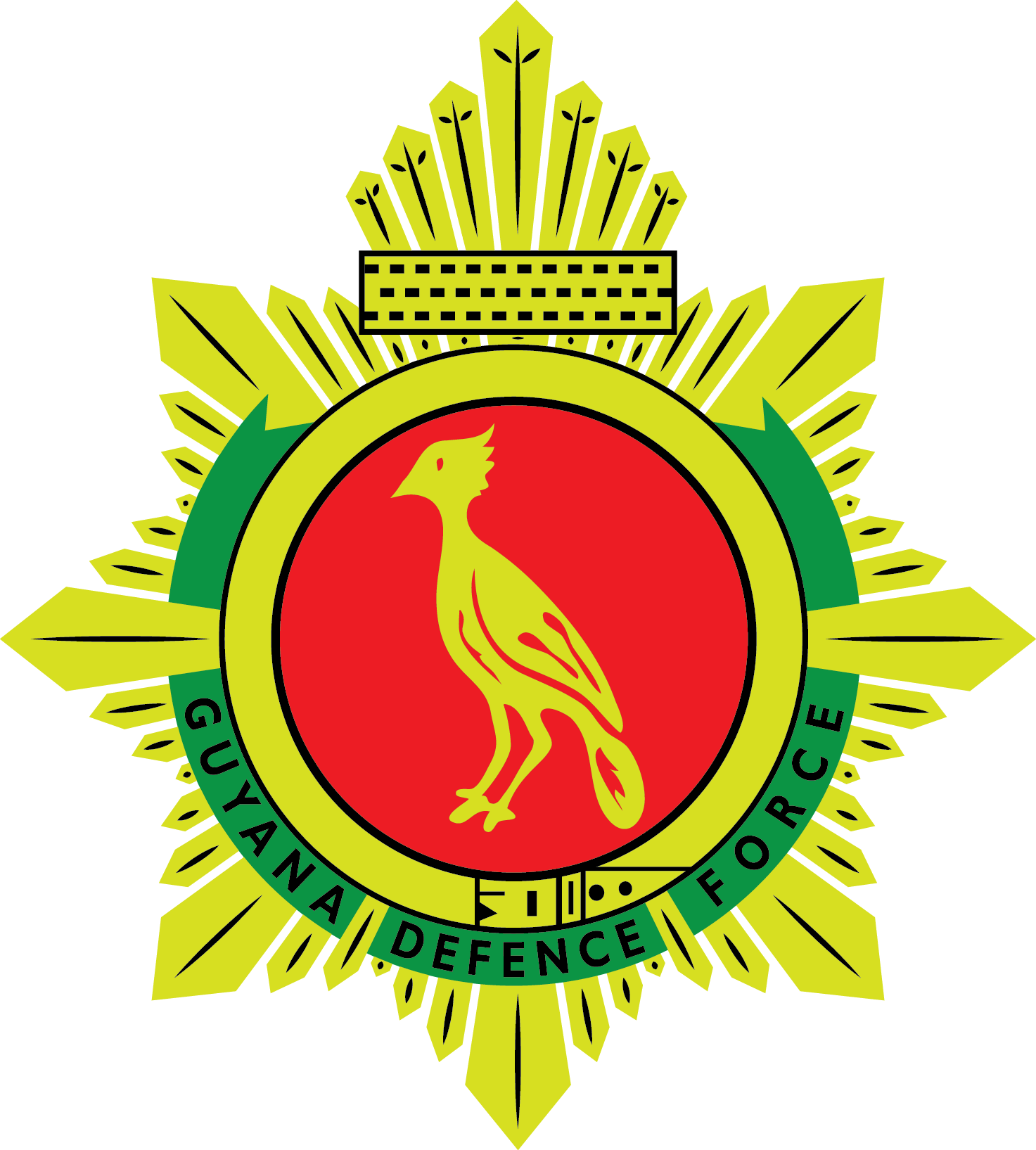
ガイアナ
カナダ
カナダ海軍
カンボジア
ケニヤ
コロンビア
スウェーデン
スペイン （1911年-1931年）
スペイン共和国 （1931年-1939年）
セルビア・モンテネグロ
チェコスロバキア （1918年-1920年）
チェコスロバキア（左側） （1920年-1926年）
チェコスロバキア（右側） （1920年-1926年）
チェコスロバキア（左側） （1926年-1992年）
チェコスロバキア（右側） （1926年-1992年）
中華民国 （1916年-1920年）
中華民国 （1920年-1921年）
ドイツ帝国
ナチス・ドイツ（左側）
ナチス・ドイツ（右側）
ナチス・ドイツ
トルコ
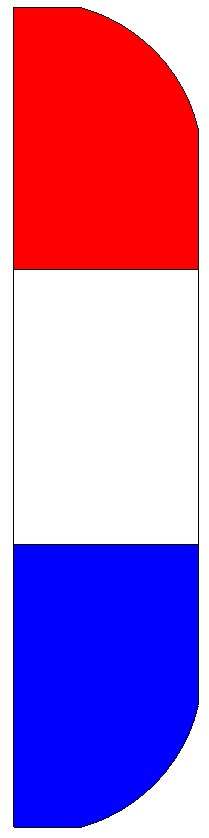
ニカラグア
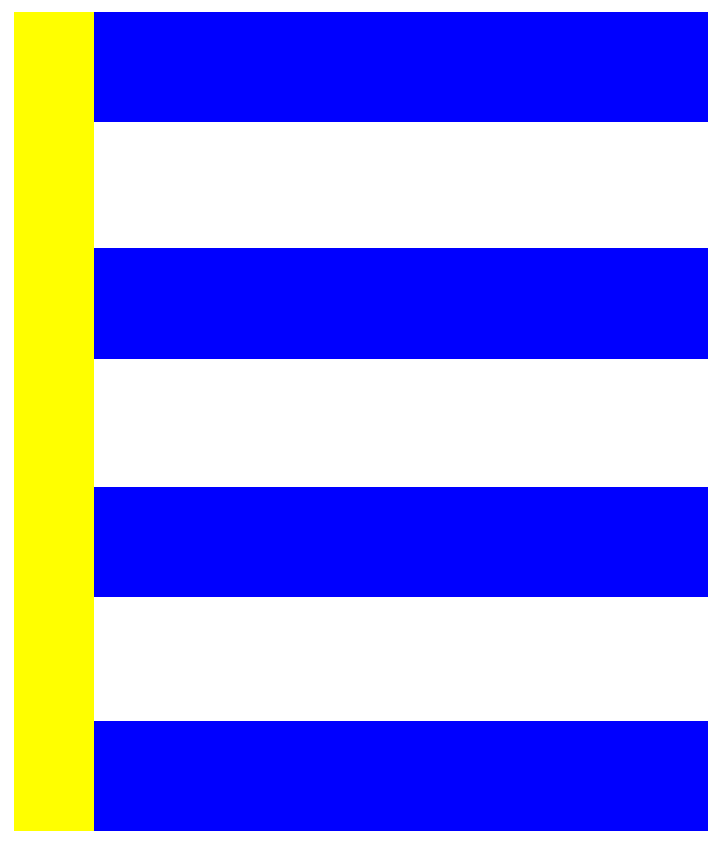
ニカラグア
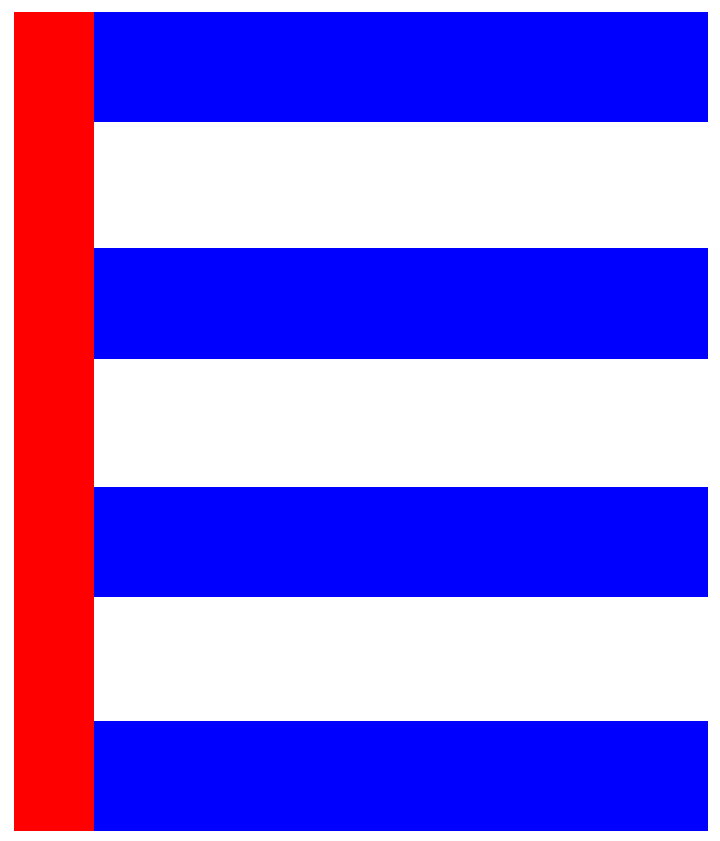
ニカラグア
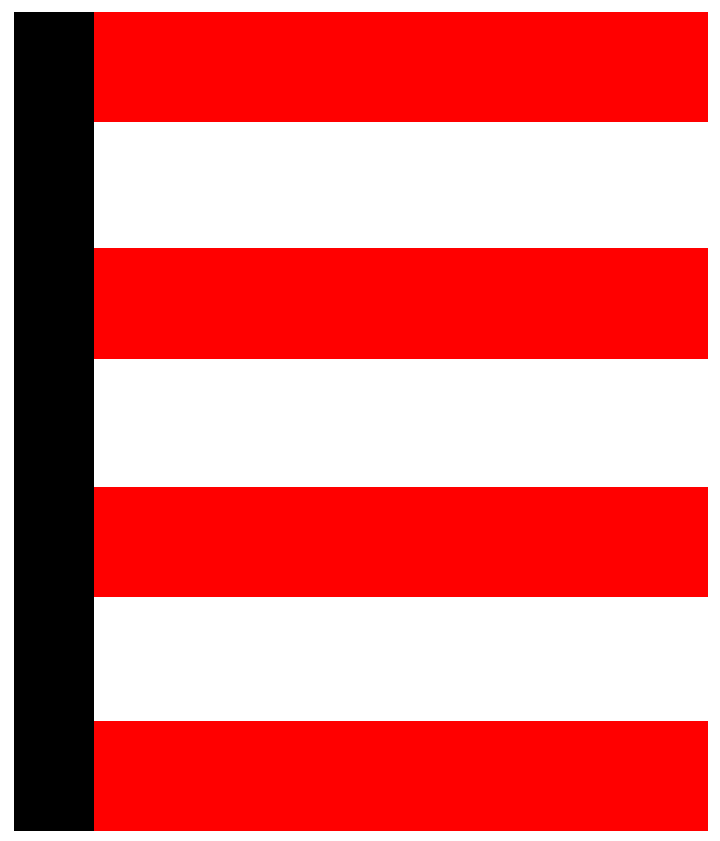
ニカラグア
フィンランド王国
ブルネイ
ブルガリア王国
ベトナム共和国
ベニン
ベルギー空軍
南アフリカ連邦（1920年 - 1927年）
南アフリカ共和国（1927年 - 1994年）
ボスニア・ヘルツェゴビナ（1992年 - 1998年）
リビア（1969年 - 1972年）
リビア（1972年 - 1977年）
リビア（1977年 - 2011年）
ロシア帝国
ロシア帝国
ロシア帝国
ローデシア